# Sh2-133
Sh2-133 è una vasta nebulosa a emissione visibile nella costellazione di Cefeo.
Si individua nella parte centrale della costellazione, circa 2° a nordest della stella Alderamin; il periodo più indicato per la sua osservazione nel cielo serale ricade fra i mesi di luglio e dicembre ed è notevolmente facilitata per osservatori posti nelle regioni dell'emisfero boreale terrestre, dove si presenta circumpolare fino alle regioni temperate calde.
Si tratta di un lungo filamento nebuloso a forma di arco situato alla distanza di circa 800 parsec (2600 anni luce); si ritiene che sia parte di un lungo fronte di gas ionizzato che circonda le stelle più vecchie dell'associazione Cepheus OB2, una brillante associazione OB la cui età media è stimata attorno ai 4 milioni di anni.